# Sepiola aurantiaca
Sepiola aurantiaca är en bläckfiskart som beskrevs av Antonio Jatta 1896. Sepiola aurantiaca ingår i släktet Sepiola och familjen Sepiolidae. IUCN kategoriserar arten globalt som livskraftig. Inga underarter finns listade i Catalogue of Life.